# بازیافت شیشه

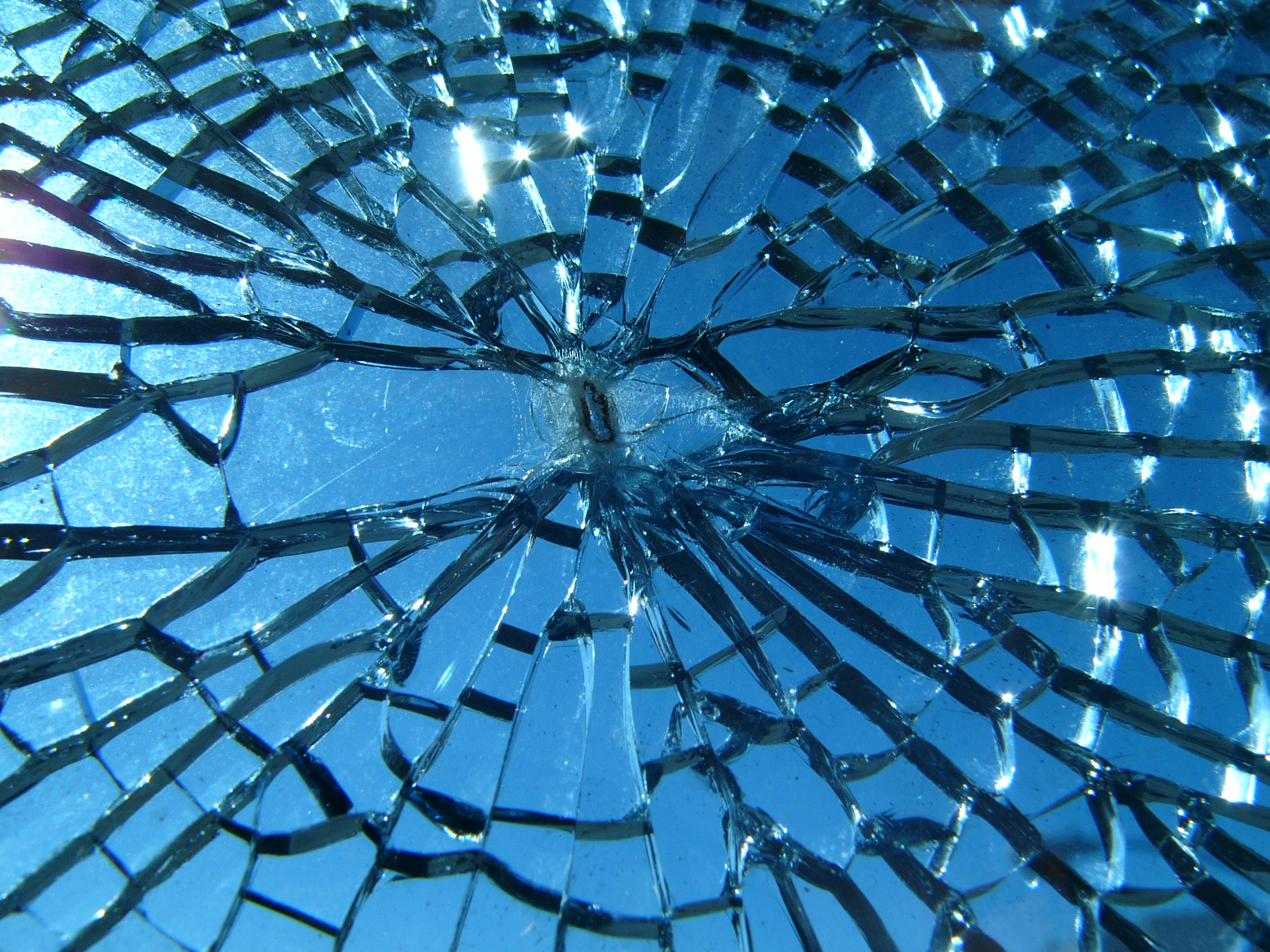

شیشه از این نظر بی نظیر است که بارها برد. شیشه‌های شکسته یا ضایعاتی را می‌توان با ماسه، سنگ آهک و کربنات سدیم مخلوط کرد و شیشهٔ نو به دست آورد.
با گسترش سریع شهرها و افزایش پسماندها، بر مشکلات شهر و هزینه‌های حمل و نقل و دفع این پسماندها افزوده شده و آثار جانبی آن را بر محیط زیست و سلامت بشر می‌توان مشاهده کرد
پسماندهای حاصل از فعالیت‌های انسان، سال‌ها طول می‌کشد تا تجزیه شیمیایی و فیزیکی شوند، به همین علت متخصصان بر این تلاش‌اند که ضمن استفاده مطلوب از این منابع، بتوان به‌طور بهینه و بدون برهم زدن نظم حیاتی آن را به طبیعت بازگردانند.
شیشه یکی از مواد قابل بازیافت است که در صورت بازیافت می‌تواند اولاً صرفه‌جویی در استفاده از مواد خام را دربرداشته باشد، ثانیاً به صرفه‌جویی در مصرف انرژی منجر می‌شود.
نزدیک به ۴۰۰۰ سال قبل از میلاد مسیح، شیشه بیشتر به صورت دانه‌های تزئینی در خاورمیانه مورد استفاده قرار می‌گرفت.
۱۵۵۰ سال قبل از میلاد مسیح، ظرف‌های شیشه‌ای رنگی جهت پخت‌وپز و نوشیدن استفاده می‌شدند. همراه با انقلاب صنعتی، ساخت شیشه در مقیاس بزرگ شروع شد که اوج آن ظرف‌های شیشه در قرن۲۰ بوده ولی امروزه قیمت آن ارزانتر و مصرف آن بیشتر است و برای بسته‌بندی، تولید مواد و استفاده در پنجره و کاربردهای متنوع دیگری استفاده می‌شود.
بازیافت شیشه دلایل زیست‌محیطی، اقتصادی و فرهنگی مهمی دارد. کیفیت بازیافتی شیشه شبیه کیفیت شیشه‌ای است که از ابتدا توسط مواد خام اولیه ساخته شده‌است. شیشه می‌تواند بدون اینکه از کیفیت آن کاسته شود، بازیافت شود.
به طوری‌که هر بطری شیشه‌ای می‌تواند تا ۱۵ بار در چرخه بین تولید و مصرف مورد استفاده مجدد قرار گیرد. بازیافت شیشه مقرون به صرفه‌است و قیمت مصرف آن را کاهش می‌دهد. بازیافت شیشه به ذخیره انرژی منجر می‌شود و موجب حفظ محیط زیست نیز می‌گردد.
استفاده از شیشه بازیافتی سبب ذخیره صدها هزار تن ماده خام اولیه در هر سال می‌شود که این کار نیاز به استخراج ماده خام را کاهش می‌دهد و به حفظ زیبایی مناطق اطراف شهرها منجر می‌گردد. از طرفی باعث اشتغال‌زایی نیز می‌شود.
به ازای هر تن تولید شیشه نو از ماده خام اولیه ۸/۲۷ پوند آلودگی، تولید می‌شود که بازیافت شیشه این مقدار را ۲۰–۱۴ درصد و مصرف انرژی را به ۳۲–۲۵ درصد کاهش می‌دهد و می‌توان به ازای هر تن شیشه بازیافتی ۹ گالن نفت ذخیره می‌شود.
اما شیشه‌هایی که قابل بازیافت‌اند، شامل تمام بطری‌هایی به رنگ سبز، قهوه‌ای که در آنها ماءالشعیر، نوشابه، آب، آب معدنی ریخته می‌شود و تمام ظروف دهانه گشاد شیشه‌ای و ظروف حاوی چاشنی می‌شود.
شیشه‌هایی که غیرقابل بازیافت‌اند شامل: شیشه شکسته پنجره، شیشه شکسته جلو اتومبیل، ظرف سفالی پیرکس، ظروف شیشه‌ای برای زیبایی، لامپ روشنایی یا لوله فلورسنت، شیشه‌های آزمایشگاهی و طبی، آینه و شیشه‌های لعابی مانند کریستال و شیشه تلویزیون.
مهم‌ترین مرحله و شاید پرهزینه‌ترین مرحله در بازیافت شیشه از زباله‌های شهری، جداسازی شیشه براساس رنگ، مخلوط زباله‌هاست، بنابراین توصیه می‌شود شیشه‌ها در محل تولید توسط شهروندان جدا شوند و در حد امکان برچسب و در روی بطری‌های شیشه‌ای از آنها جدا شوند و برای استفاده مجدد قرار بگیرند که البته باید اطمینان حاصل کرد که برای نگهداری مواد سمی و خطرناک استفاده نشده باشد.
در زباله‌ها می‌توان بطری‌های سالم شیشه‌ای زیادی را پیدا نمود. غالب این بطری‌ها را شیشه‌های کوچک که مقاومت آنها در مقابل شکنندگی بیشتر از بطری‌های عمومی بزرگ است، تشکیل می‌دهند، اما با این حال برخی از افراد به علت عدم آگاهی ارزش اقتصادی بطری‌های بزرگ یا هر علت دیگر، گاهی اوقات بطری‌ها را روی زباله‌ها می‌اندازند که در کنار بطری‌های کوچک موجود در زباله جمع‌آوری می‌شوند.
روش‌هایی برای آگاه کردن مردم:
1. طراحی سطل‌های چند قسمتی به طوری‌که هر قسمت آن مخصوص یک نوع زباله باشد.
2. قرار دادن سطل‌های مخصوص جمع‌آوری شیشه در مغازه‌ها و مراکز تولید شیشه
3. قراردادن سطل‌های مخصوص جمع‌آوری شیشه‌های نوشابه، شیشه شیر، ماءالشعیر و… در مدارس
4. آموزش چهره به چهره شهروندان به‌خصوص افراد خانه‌دار در نحوه جمع‌آوری شیشه‌ها
5. استفاده از تبلیغات تلویزیونی برای آموزش به افراد.[۱]